# Minden (Virginia Occidental)
Minden es un lugar designado por el censo ubicado en el condado de Fayette en el estado estadounidense de Virginia Occidental. En el Censo de 2010 tenía una población de 250 habitantes y una densidad poblacional de 195,4 personas por km².

## Geografía
Minden se encuentra ubicado en las coordenadas 37°58′36″N 81°6′58″O / 37.97667, -81.11611. Según la Oficina del Censo de los Estados Unidos, Minden tiene una superficie total de 1.28 km², de la cual 1.28 km² corresponden a tierra firme y (0%) 0 km² es agua.

## Demografía
Según el censo de 2010, había 250 personas residiendo en Minden. La densidad de población era de 195,4 hab./km². De los 250 habitantes, Minden estaba compuesto por el 93.2% blancos, el 2.4% eran afroamericanos, el 0% eran amerindios, el 0% eran asiáticos, el 0% eran isleños del Pacífico, el 0% eran de otras razas y el 4.4% pertenecían a dos o más razas. Del total de la población el 0.4% eran hispanos o latinos de cualquier raza.